# Гевея бразильская
Геве́я брази́льская (лат. Hēvea brasiliēnsis) — растение; вид рода Гевея семейства Молочайные (Euphorbiaceae), основной источник натурального каучука.
Содержание каучука в млечном соке у этого каучукового дерева достигает 40—50 %. Каучук, добываемый из этого растения, составляет 90—92 % мирового производства натурального каучука.
Сыворотка, остающаяся после отделения каучука, содержит около 0,6 % протеина и может добавляться в корм животным. В семенах 35—37 % высыхающего масла, пригодного для производства олифы.

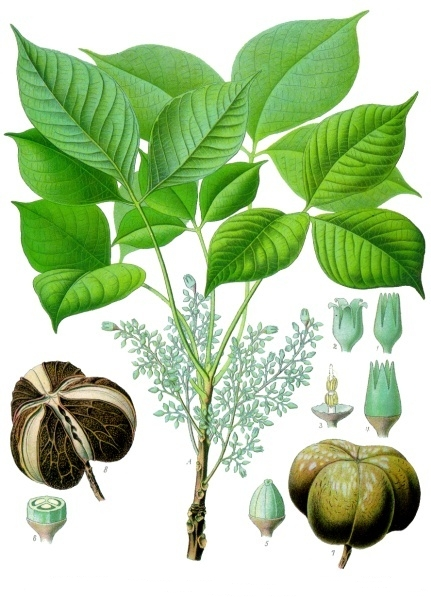

## Ботаническое описание

### Морфология
Вечнозелёное дерево высотой до 20—30 м. Ствол прямой, толщиной до 30—50 см, с беловатой корой. Во всех частях растения содержится млечный сок (латекс).
Листья тройчатые, кожистые, овальной формы с заострённой верхушкой, длина их достигает 15 см. Собраны пучками на концах ветвей. Листья у гевеи бразильской сменяются ежегодно.
Растение однодомное с однополыми цветками. Цветки мелкие, бело-жёлтые, собраны в рыхлые кисти.
Плод — трёхстворчатая коробочка с тремя яйцевидными, длиной 2,5—3 мм, семенами с плотной оболочкой.

### Экология
Гевее бразильской, как растению влажных тропиков, требуется для нормального роста климат с равномерной средней температурой около 25—27 °С и 1500—2000 мм осадков в год.
К почве нетребовательна, хотя лучше растёт на богатых гумусом почвах с высоким уровнем грунтовых вод. Её выращивают в основном на равнинах и нижних склонах гор: в более высокой местности рост деревьев замедляется, и продуктивность плантации снижается.
Естественным врагом гевеи является грибковый микроорганизм Microcyclus ulei, который поражает листья и ослабляет растение, снижая его продуктивность и постепенно приводя к гибели. В природных условиях деревья страдают от него меньше, чем на плантациях, поскольку в природе они равномерно распределены на большой территории, что обеспечивает им защиту от поражения грибком.

## Культивирование
Родиной гевеи бразильской является Южная Америка, но впоследствии эпифитотия практически уничтожила растение на материке. С культурой в виде плантаций в районе Амазонки в 1930-х годах связывались большие надежды. Генри Форд в 1932 году выкупил у правительства Бразилии более миллиона гектаров в глубине долины Амазонки под плантации этого дерева, нужного для производства шин автомобилей его компании, и начал строительство там города Фордландии. Примерно тогда же сотни тысяч гектаров примерно в том же районе начали использовать под культуру гевеи японцы:154. Однако по крайней мере предприятие Форда в силу многих причин было неудачным. Уже тогда очень высокой была конкуренция амазонской культуре со стороны культуры гевеи в Азии. Еще в 1876 году англичане привезли большое количество его семян в Кью, а оттуда направили на Цейлон, в Индию и на Яву, и таким образом ввели в культуру в Юго-Восточной Азии:158. В настоящее время гевея бразильская широко культивируется в тропической Азии (остров Шри-Ланка, полуостров Малакка, Малайский архипелаг). Имеются большие плантации гевеи бразильской и в некоторых африканских странах, например в Нигерии. Гевея бразильская произошла в результате амфидиплоидизации от каких-то двух неизвестных диплоидных видов.
Гибриды гевеи, высаживаемые в Камбодже — GT1 и RIM600. Плотность посадки саженцев гибрида GT1 — 555 шт. на 1 га, а гибрида RIM600 — 408 шт. на 1 га. Оба гибрида устойчивы к засухе. Требуется обработка саженцев инсектицидами и гербицидами в период их роста, особенно в период муссонных дождей с июля по ноябрь. Максимальная продуктивность в 2 т латекса с 1 га достигается на 8-м, иногда на 9-м году после закладки и сохраняется до 30 лет. После этого продуктивность снижается до 1 т латекса. После 40 лет эксплуатации плантации подлежат вырубке.
Для сбора латекса делают желобковидные надрезы коры так, чтобы не повредить камбий, и прикрепляют к дереву сосуд для сбора сока. Латекс из надреза выделяется 3—5 часов, причём наиболее интенсивно — рано утром. Собирают латекс почти круглый год, кроме периодов интенсивной смены листьев и сильных дождей.